# Wadern
 (janvier 2019).
 (janvier 2024).
Motif : semble être une traduction, à reformuler et wikifier
Wadern est une ville sarroise qui fait partie de la région Merzig-Wadern, située entre Sarrebruck et Trèves. La ville et sa région appartiennent linguistiquement à l’espace francique mosellan. Malgré une petite densité de 143 habitants par km2, Wadern est la troisième ville après Sarrebruck et Saint Wendel considérant sa superficie de 111 km2. La ville est divisée en treize quartiers qui sont tous rattachés à la ville de Wadern, chef-lieu administratif.

## Géographie
La ville de Wadern se situe à l’extrême nord du Land de Sarre faisant partie du parc national Saar-Hunsrück. Le centre d’information du parc naturel du Saar-Hunsrück se trouve au pied du Hochwald, à l’entrée de la forêt de Rappweiler près de Weiskirchen à une altitude de 510 m. De là, on a un très beau point de vue sur la région. Il en part plusieurs chemins de randonnée accessibles en fauteuil roulant. Une exposition multimédia explique tout ce que l’on veut savoir et apprendre sur les vergers, notamment grâce à un pommier parlant. D’autres parties de l’exposition expliquent le rôle de l’eau, la vie dans la forêt et le monde des fourmis.

## Histoire
Des outils de pierres et des divers tumulus indiquent  que la région du Hochwald, dans laquelle le territoire de la ville de Wadern est situé, était déjà habité dans la préhistoire. Les premières preuves écrites datent de la conquête romaine en 58-51/50 avant Jésus-Christ. Le général romain Gaius Julius Caesar a fait une description exacte des habitants de la région, de leur us et coutumes. La région du Hochwald a profité de l’infrastructure romaine dans les domaines économiques et culturels. Pour cette raison, la colonisation celtique a grandi.
Les premiers siècles de l’ère chrétienne étaient marqués par de nombreuses invasions de tribus germaniques. Par conséquent, les Romains se sont retirés du territoire qui a été, par la suite, incorporé dans l’empire des Francs.
Pour l’agriculture et la construction de la colonie on a cultivé la terre.
Les nombreuses terminaisons de noms de villages –bach, -feld ou –rod, dans  les alentours de la ville de Wadern signalisent les efforts  qui étaient nécessaires pour cela au Moyen-âge.
Au Moyen-âge, Wadern appartenait à des territoires différents, dominés en outre par l'Évêché de Trèves, le Duché de Lorraine et les seigneurs de Dagstuhl.
Pour le développement de la ville principale de Wadern le château Dagstuhl a joué un rôle très important. En 1680, il était  en possession des ducs d’Oettingen-Baldern, au XVIIIe siècle, le duc Joseph Anton d’Oettingen-Baldern et Soetern a assumé le pouvoir de Dagstuhl. Il a disloqué sa résidence et sa cour à Dagstuhl et a désormais résidé dans le  nouveau château, qu’il a fait construire en 1760. Avec son engagement et son expertise, il a réussi à améliorer la situation économique dans le duché de Dagstuhl. L’innovation la plus importante pour cela était le décernement du droit mercantil à Wadern, en 1765. La place du marché et la fontaine, qui étaient construits à l’époque, sont encore des signes pour le droit mercantile. Avec l’arrivée des troupes de la Révolution française, les pouvoirs féodaux ont été annulés et toutes les possessions des ducs appartenaient maintenant à la France. Aussi le château de Dagstuhl, lequel était racheté par le Baron Wilhelm Alberte de Lasalle de Loisenthal en 1807. En 1801, le château Münchweiler était racheté par son ancien possesseur. Le territoire de la commune d’aujourd’hui était du territoire national français en 1801 et était administré par la Prusse après le congrès de Vienne en 1815.
Par l’obtention des nouveaux débouchés pour la houille sarroise, le nombre des hommes de la région de Hochwald qui étaient employés aux exploitations des mines. augmentait au milieu du XIXe siècle. Souvent l’agriculture était seulement une activité accessoire. De plus, le branchement du territoire au réseau du chemin de fer a causé une expansion économique, laquelle jouait en faveur des petites entreprises artisanales. Au début de la Première Guerre mondiale en 1914, la population a réagi avec peu d'angoisse existentielle.
Après la guerre, la région du Hochwald est restée dans l’Empire germanique et sous l’administration de la Prusse, contrairement à la région occidentale de Merzig, qui était séparée de l’empire germanique en 1920 et assigné au nouveau territoire national, après le traité de paix de Versailles. Par cela l’accolage traditionnel du  « Hochwald », espace économique dans la région de la Sarre, était perturbé de telle manière que les conditions économiques des habitants se sont détériorés.
Après la réintégration de la Sarre en Allemagne en 1935, la région du Hochwald reste dans l’administration prussienne. Déjà en 1933, les habitants sentent les conséquences de la dictature national-socialiste. Aussi à Wadern, il y avait de la résistance et du refus contre le système dédaigneux et beaucoup d’hommes courageux ont dû payer avec le pistage, l’interdiction professionnelle, les camps de concentration et la mort. Au début de la Seconde Guerre mondiale en 1939, tous les hommes en âge de porter les armes étaient incorporées à la Wehrmacht et envoyés dans la guerre. Beaucoup d’eux étaient tués par les actes de guerre. La population civique de la région de Wadern faisait l’expérience de la terreur de la guerre particulièrement à la fin de 1944 et au début de 1945, quand les Alliés faisaient des attaques  aériennes sur le territoire de la commune d’aujourd’hui. Après la Seconde Guerre mondiale, la France a ordonné la séparation des régions de la Sarre dans le territoire de la Sarre. La région du Hochwald est devenue  un composant du territoire de la Sarre. Par décision de la cour du 1er janvier 1957 le territoire de la Sarre est devenu un état fédéral d’Allemagne nommé Saarland. Par la suite, Wadern est devenu une « Großgemeinschaft » en 1974 et a reçu le droit municipal en 1978.

## Les quatorze quartiers de Wadern
La ville Wadern est divisée en quatorze territoires communaux : Bardenbach, Büschfeld, Dagstuhl, Krettnich, Lockweiler, Löstertal, Morscholz, Noswendel, Nunkirchen, Steinberg, Wedern, Wadrilltal et Wadern, où est située la mairie.

## Politique

### Liste des maires successifs
- 1958-1984 : Herbert Klein, CDU
- 1984-1998 : Berthold Müller, CDU
- 1998-2014 : Fredi Dewald, SPD
- depuis 2014 : Jochen Kuttler, ProHochwald

### Jumelages
La ville de Wadern est jumelée avec :
- Montmorillon (France) depuis 1968
- Jeumont (France)
- Toma (Burkina Faso)
- Sobotka (Tchéquie)
- Uebigau-Wahrenbrück (Allemagne)

## Économie et infrastructure
La ville de Wadern n’est pas seulement le centre administratif, social et culturel dans le nord de la Sarre, mais aussi le centre économique de la région du Hochwald. La ville est située au point d’intersection entre la grande région « Saar-Lor-Lux » et la région du Hochwald dans le nord de la Sarre.

### Correspondance d'autoroute
La ville de Wadern n’a pas directement d'échangeur d’autoroute mais il y en a un à Nonnweiler/Braunshausen (A 1) qui est à cinq kilomètres de Wadern.

### Marché
Tous les derniers mercredis du mois il y a le grand marché et tous les vendredis matin, des marchands offrent un grand choix de produits frais sur la place du marché. Début juin, la fête traditionnelle appelée « Waderner Maad » rappelle la création de la place du marché au centre de Wadern par le comte Joseph Antoine de Oettingen-Sötern. Après avoir transféré son pouvoir du Balde souabe au bord du Nördlinger ries au Hochwald près de la Forêt-Noire, il attache de l´importance au développement économique de Wadern, son territoire résidentiel. Le 13 avril 1765 le comte donne le droit mercantile à Wadern. Jusqu´à aujourd´hui la place n’a pas changé. Notamment célèbres étaient les foires aux bestiaux (cochons) de la deuxième moitié du XIXe siècle, qui comptaient parmi les plus grandes de la région de Trèves. La fontaine qui a été construite en 1770 est le symbole pour l’attribution des droits mercantiles.

### Entreprises locales

#### Seulement les plus grandes entreprises sont citées ci-dessous
- Le groupe Saar-Gummi est un fournisseur de systèmes de joints pour l´industrie automobile. Le siège de la société holding est la ville luxembourgeoise « Remich ». Le plus grand endroit de production et de développement est le quartier « Büschfeld ». En 1947 l´histoire de l´entreprise a commencé ici. Aujourd´hui le groupe Saar-Gummi produit dans treize sites en Europe, en Amérique du Nord et du Sud de même qu’en Asie. Daimler, BMW , General Motors ,Volkswagen/Porsche et Ford font partie des clients les plus importants.
- ThyssenKrupp System Engineering fait partie de l’entreprise ThyssenKrupp AG. Elle offre de vastes performances d´ingénieur dans les secteurs carrosserie et montage d’agrégats, d´une part en tant que solution individuelle et autre part en tant que standard modulaire. L´usine à Lockweiler est l’un des vingt sites mondiaux de l’entreprise.
- Hypermarché HACO : l’ hypermarché HACO est une entreprise familiale avec 260 collaborateurs et une surface de vente de 11 000 m2. HACO a été fondé en 1936 par Franz Haas comme un magasin vendant des aliments, du vin et des spiritueux. C’était un petit magasin avec une surface de vente de 38 m2 et avec seulement trois employés.
- Service de facturation « Unimed » pour cliniques et médecin-chefs. L’entreprise Unimed fondée en 1984 avec son siège principal à Wadern-Noswendel établit dans toute l’Allemagne des facturations privées pour des cliniques, des médecins-chefs et des centres médicaux.
- Die Lockweiler Plastic Werke GmbH est un producteur de matière plastique de grande qualité. L’usine traite tous les thermoplastiques courants avec le procédé de moulage par injection à des produits plastifiés pour des secteurs d´application variés par exemple pour des installations de dépôts, des présentations de produits et la sécurité au travail.
- Werkstätten der Arbeiterwohlfahrt : l´interconnexion pour inclusion et éducation de la mutualité ouvrière (AWO) de la Sarre exploite des ateliers à Nunkirchen pour des personnes avec un handicap.
- Brabant &Lehnert Werkzeug- und Vorrichtungsbau GmbH : l´entreprise aborde la conception, la construction et la fabrication des instruments et des dispositifs complexes dans le domaine des nouvelles énergies. À côté des dispositifs de soudure et de montage, les dispositifs de mesure et de vérification sont aussi une spécialité de l’entreprise.
- La maison de retraite et l’hôpital St Sebastian est une institution ecclésiale à Nunkirchen d’une autorité responsable du Cusanus de Trèves dans laquelle habitent 78 personnes âgées et dépendantes qui font l'objet de soins.

### Services publics
- Centre international de recherche de l'informatique (au château de Dagstuhl)
- tribunal d'instance
- inspection de policen pour le nord de la Sarre

### L’école, l’éducation, l’étude
Wadern est un endroit d’éducation et d’école, ce qui est très important pour la région. Environ 3 000 élèves vont à l’école à Wadern. Il existe trois écoles primaires, un établissement d'éducation spécialisée, un centre de formation professionnelle et un lycée. À cela il faut ajouter des nouvelles crèches et des offres d’éducation permanente.
Le centre Leibniz pour informatique (LZI) a été créé en 1989. Avant avril 2008 il s’appelait : Le centre international de rencontre et de recherche pour informatique (IBIFI). Le LZI est membre de la collectivité Leibnitz et est financé de l’état fédéré et les länder. Le LZI se trouve dans le château «Dagstuhl» et dans des annexes modernes qui sont situées à Dagstuhl.

## Culture et curiosités

### Manifestations régulières
Les manifestations les plus importantes de la ville Wadern par ordre chronologique.

#### Le premier dimanche de carême
« Lauf des Erbsenrades » à Wadrill : Selon une vieille coutume les citoyens fêtent le début du printemps avec une roue brûlante.

#### Dimanche de Rameaux
« Kunstroute Wadern » : Plus de 30 peintres présentent leurs œuvres dans les magasins du centre-ville. La « Kunstroute Wadern » est une expérience unique en Sarre.

#### Deuxième week-end en juin
« Stadtfest Waderner Maad » (dialectal pour « marché ») : La « Stadtfest » est la plus grande fête populaire dans le Hochwald, qui représente les activités du comte Joseph Anton d’Oettingen-Sötern.     

#### Les week-ends de juin à août
Le « Waderner Marktsommer » a lieu le week-end entre Juin et Août : Il offre un programme musical gratuit sur la place du marché. 

#### Le premier week-end en août
« Sagenhaftes Spektakulum auf Burg Dagstuhl » : Dans les ruines du château Dagstuhl : des concerts, la vie au camp de loisirs, le métier médiéval et un grand tournoi des chevaliers pour les enfants représentent une des plus belles fêtes médiévales en Sarre.

#### En septembre
« Waderner Buchwoche » : le programme de la « Waderner Buchwoche » offre des nuits de la lecture et un marché aux puces des livres. 

#### En automne
on trouve dans le calendrier des manifestations culinaires les « Hochwälder Kartoffeltage » et la « Hochwälder Wildwoche » (une semaine dans laquelle des commerçants vendent des pommes de terre et du gibier) dont le moment fort est le « Waderner Wildmarkt » le premier samedi en novembre.  

#### Chaque année
l’association « Konzerte in der kleinen Residenz » offre un programme de concerts, variant entre musique classique et jazz. Cette année-ci, l’association « Kultur am Tor » à Nunkirchen s’est spécialisé dans la musique, le spectacle satirique et la lecture qui enrichissent le programme culturel en automne

### Centre de loisirs « Noswendler See » (Le lac de Noswendel)
Aujourd´hui, le centre de loisirs Noswendler See englobe 20 ha, le lac lui-même en a 6,6 ha. Les membres des associations régionales, qui sont organisées dans des associations folkloriques et intercommunales, s’occupent de la gastronomie au lac, mais aussi des programmes foisonnants pendant la saison d´été. On peut par exemple découvrir le lac avec des pédalos, deux aires de jeu, un terrain de basketball et de volleyball. En faisant une promenade autour du lac, on peut jeter un regard sur la réserve naturelle Noswendler Bruch, la plus grande zone humide de la Sarre. Le réseau sentiers de promenades indiqué autour du lac offre beaucoup de possibilités pour faire la connaissance de la culture. Trois circuits de 2,5 km, 6 km ou 8 km de longueur invitent à une promenade ou un tour autour du lac.
Le Naturpfad, par exemple, conduit au centre du Noswendler Bruch. Au lac de Noswendel on trouve une cure d´eau avec de l’eau de source fraîche. C'est parfait pour les pêcheurs qui peuvent y pratiquer leur hobbie. On y trouve aussi un emplacement pour des camping-cars. Il y a d’ailleurs des fêtes comme Lampionfest (la fête des lampions), Herbst und Schlachtfest (la fête d'automne et de l'abattage) Deko-Volkslauf (une course populaire) etc.

### Faire de la marche et du vélo
Wadern offre beaucoup de possibilités pour découvrir la beauté du Hochwald, surtout les sentiers de randonnée Wadrilltal Tafeltour, Almglück, Weg des Wassers, Himmels Gääs Paad et Sarre-Hunsrück-Steig. Le cylcotourisme joue aussi un grand rôle à Wadern. La piste cyclable de la Sarre et la Sarre-Bostalsee-piste traversent le territoire de la ville. Mais il y a aussi des pistes cyclables régionales Noswendler-See-Runde, Drei-Seen-Runde et Hochwälder-Runde.

### Musées
- Musée du pays à l'Oettinger Schlösschen (expositions sur l'histoire et l'art de la ville)

### Monuments

#### Les ruines du château de Dagstuhl
Le château fort de Dagstuhl a été construit vers 1280 par le chevalier Boemund de Sarrebruck comme avant-poste du pouvoir des Archevêques de Trèves. Ses traces se retrouvent dans un document daté de 1290. Il s’agit d’un château fort construit sur une hauteur avec un glacis sur le côté nord et un système de défense long de 300 mètres au sud, comprenant des douves, un mur d’enceinte et deux bastions.
D’importants travaux de réfection et de déblaiement ont été effectués dans le cadre de mesures en faveur de l’emploi pendant les années 1980. Après avoir été l’objet d‘une remise en état professionnelle entre 2003 et 2010, le château se présente aujourd’hui comme un monument moyenâgeux authentique. Des recherches archéologiques ont toujours lieu aujourd’hui. Deux grands ponts traversent les deux fossés de gorge, permettant ainsi aux visiteurs de Dagstuhl d’accéder à la forteresse de manière authentique historique.
L’histoire de Dagstuhl commence au XIIIe siècle, lorsque le chevalier Boemund de Sarrebruck, probablement à l’initiative de l’archevêque de Trèves, fit construire un premier château fort, dont les ruines sont visibles non loin du site actuel. Au XVIIe siècle, les comtes de Öttingen-Baldern-Söterna procédèrent à de nombreuses transformations du château. Aux environs de 1720, Dagstuhl, entretemps maintes fois occupé par les Français (comme les autres châteaux des régions rhénane, mosellane et sarroise), fut détruit. Le château actuel date des années 1760. Il a été érigé par le comte Anton von Öttingen-Soetern-Hohenbaldern au pied de l'ancienne forteresse. Une chapelle baroque a été édifiée par la suite à côté du manoir. En 1774/75, des extensions ont été ajoutées afin de fermer l’espace entre le manoir et la chapelle. L’espace polyvalent qui fut ainsi créé servait de salle de musique et de théâtre – d’ailleurs l’espace est utilisé aux mêmes fins aujourd’hui.
Au début du XIXe siècle, le château devint la propriété de la famille de Lasalle de Louisenthal qui y réalisa des agrandissements ultérieurement. L’espace polyvalent fut modifié dans le style néogothique et une tour fut ajoutée. La chapelle attenante fut également transformée par l’ajout d’une galerie. Comme en témoignent les tableaux de la chapelle castrale, parmi lesquels se trouve un remarquable chemin de croix, la baronne Octavie de Lasalle von Louisenthal, surnommée la Baronne-Artiste-Peintre, y vivra sa passion pour les arts. Le très beau jardin baroque du château de Dagstuhl, qui semble être la transposition réelle des tableaux de la comtesse, est gardé par un lion en pierre.
En 1959, la famille de Lasalle von Louisenthal cède le château et ses dépendances aux sœurs franciscaines, qui en font une maison de retraite.
En 1989, le gouvernement de la Sarre crée un centre international consacré aux sciences informatiques qui devient, en 1990, le Centre Leibniz.

#### Le Château de Münchweiler
Le château a été construit par un architecte inconnu issu de l’école de Christian Kretschmar (1700 - ? - - 1768) selon les idées du baron Franz Georg Zandt von Merl, entre 1749 et 1785. Une grande allée boisée mène à la grande porte de la cour par laquelle on a accès au château. Ce bâtiment unique en Saare est un lieu fort populaire pour célébrer des mariages. Un hôtel ainsi qu’un salon de thé ont été aménagés dans cette demeure féodale qui donnent sur le parc.

#### Le Château du comte de Wadern
Le bâtiment baroque fut construit en 1759 par le comte Anton von Oettingen-Sötern, dont il tient son nom d’« Oettinger Schlösschen » (« petit château d’Oettinger »). Après la fin du règne féodal en 1794, la résidence tomba entre des mains privées. Le bâtiment a été utilisé en dernier lieu comme pharmacie. Lorsque Wadern devint une municipalité en 1978, la commune acheta le petit château, le restructura entièrement et le transforma en premier musée local de la région, offrant des impressions passionnantes de 2 500 ans d’histoire régionale.
Le château a été utilisé pour l’administration du gouvernement régional. De 1827 jusqu’à 1959 le siège servit de tribunal cantonal. De 1959 à 1961, le bâtiment a été mis à la disposition du nouveau lycée Hochwald Gymnasium jusqu’à l’achèvement d’une nouvelle construction pour le lycée. Une partie du château reste est intégrée dans l’hôtel de ville d’aujourd’hui. Dans le château il s’agit d’une construction simple avec cinq axes du baroque tardif, un toit en croupe et cinq lucarnes dépassées. La cage d’escalier originale du château avec des balustrades en bois, ressemblant aux chaînes se trouve à l’intérieur de l’hôtel de ville.

#### La fontaine du marché de Wadern
La fontaine du Marché symbolise le droit de tenir marché. L’attribution des droits de marché de 13 avril 1765, a été décerné par le comte Joseph Anton d’Oettingen-Sötern. En 1770 la fontaine a été construite et changeait sa place très souvent au cours de l’histoire. Après le réaménagement de la place du marché, aujourd’hui, on la trouve près de sa position originale.

## Personnalités liées à la ville
- Octavie Marie Elisabeth de Lasalle von Louisenthal (1811-1890), peintre morte au château de Dagstuhl.
- Wilfried Loth (1948-), historien né à Wadern.